# Fed Cup 2010
Fed Cup 2010 byl 48. ročníkem nejdůležitější týmové soutěže žen v tenise. Finálové utkání se uskutečnilo 6.-7. listopadu 2010 v americkém San Diegu, kde domácí tým USA podlehl Italkám 1–3, které tak titul obhájily.

## Světová skupina 2010
| Účastníci Světové skupiny 2010 |               |        |          |
|                                |               |        |          |
| Česko                          | Francie       | Itálie | Německo  |
| Rusko                          | Spojené státy | Srbsko | Ukrajina |

### Pavouk
|  | Čtvrtfinále 6. - 7. února | Čtvrtfinále 6. - 7. února | Čtvrtfinále 6. - 7. února |                  |                  | Semifinále 24. - 25. dubna | Semifinále 24. - 25. dubna | Semifinále 24. - 25. dubna |                          |                          | Finále 6. - 7. listopadu | Finále 6. - 7. listopadu | Finále 6. - 7. listopadu |                |                |
|  |                           |                           |                           |                  |                  |                            |                            |                            |                          |                          |                          |                          |                          |                |                |
|  | Ukrajina, Charkov         |                           |                           |                  |                  |                            |                            |                            |                          |                          |                          |                          |                          |                |                |
|  | 1                         | Itálie                    | 4                         |                  |                  |                            |                            |                            |                          |                          |                          |                          |                          |                |                |
|  |                           | Ukrajina                  | 1                         |                  |                  | Itálie, Řím                | Itálie, Řím                | Itálie, Řím                | Itálie, Řím              | Itálie, Řím              |                          |                          |                          |                |                |
|  |                           |                           |                           |                  | 1                | Itálie                     | 5                          |                            |                          |                          |                          |                          |                          |                |                |
|  | Česko, Brno               | Česko, Brno               | Česko, Brno               | Česko, Brno      |                  | 4                          | Česko                      | 0                          |                          |                          |                          |                          |                          |                |                |
|  | 4                         | Česko                     | 3                         |                  |                  |                            |                            |                            |                          |                          |                          |                          |                          |                |                |
|  |                           | Německo                   | 2                         |                  |                  |                            |                            |                            |                          |                          | USA, San Diego           | USA, San Diego           | USA, San Diego           | USA, San Diego | USA, San Diego |
|  |                           |                           |                           |                  |                  |                            |                            |                            |                          |                          | 1                        | Itálie                   | 3                        |                |                |
|  | Srbsko, Bělehrad          | Srbsko, Bělehrad          | Srbsko, Bělehrad          | Srbsko, Bělehrad | Srbsko, Bělehrad |                            |                            |                            |                          |                          | 2                        |                          | 1                        |                |                |
|  |                           | Srbsko                    | 2                         |                  |                  |                            |                            |                            |                          |                          |                          |                          |                          |                |                |
|  | 3                         | Rusko                     | 3                         |                  |                  | USA, Birmingham, Alabama   | USA, Birmingham, Alabama   | USA, Birmingham, Alabama   | USA, Birmingham, Alabama | USA, Birmingham, Alabama |                          |                          |                          |                |                |
|  |                           |                           |                           |                  | 3                | Rusko                      | 2                          |                            |                          |                          |                          |                          |                          |                |                |
|  | Francie, Lievin           | Francie, Lievin           | Francie, Lievin           | Francie, Lievin  |                  | 2                          | '                          | 3                          |                          |                          |                          |                          |                          |                |                |
|  |                           | Francie                   | 1                         |                  |                  |                            |                            |                            |                          |                          |                          |                          |                          |                |                |
|  | 2                         | '                         | 4                         |                  |                  |                            |                            |                            |                          |                          |                          |                          |                          |                |                |

### Finále
| Spojené státy americké, San Diego 6.- 7. listopadu 2010 tvrdý (Premiere Court) – hala |  |                                                                      |      |     |    |            |  |  |
| \| 1. \| \| Coco Vandewegheová Francesca Schiavoneová \| 2 6 \| 4 6 \| \| \| \| \| \| 2. \| \| Bethanie Matteková-Sandsová Flavia Pennettaová \| 65 7 \| 2 6 \| \| \| \| \| \| 3. \| \| Melanie Oudinová Francesca Schiavoneová \| 6 3 \| 6 1 \| \| \| \| \| \| 4. \| \| Coco Vandewegheová Flavia Pennettaová \| 1 6 \| 2 6 \| \| \| \| \| \| 5. \| \| Liezel Huberová / Melanie Oudinová Sara Erraniová / Roberta Vinciová \| \| \| \| nehrálo se \| \| \| \| \| \| \| \| \| \| \| \| \| \| \| \| \| \| \| \| \| \| \| \| \| \| \| \| \| \| \| \| \| \| \| \| \| \| \| \| \| \| \| \| \| \| \| \| \| \| \| \| \| |  |                                                                      |      |     |    |            |  |  |
| |  |                                                                      | 1.   | 2.  | 3. |            |  |  |
| 1. |  | Coco Vandewegheová Francesca Schiavoneová                            | 2 6  | 4 6 |    |            |  |  |
| 2. |  | Bethanie Matteková-Sandsová Flavia Pennettaová                       | 65 7 | 2 6 |    |            |  |  |
| 3. |  | Melanie Oudinová Francesca Schiavoneová                              | 6 3  | 6 1 |    |            |  |  |
| 4. |  | Coco Vandewegheová Flavia Pennettaová                                | 1 6  | 2 6 |    |            |  |  |
| 5. |  | Liezel Huberová / Melanie Oudinová Sara Erraniová / Roberta Vinciová |      |     |    | nehrálo se |  |  |
| |  |                                                                      |      |     |    |            |  |  |
| |  |                                                                      |      |     |    |            |  |  |
| |  |                                                                      |      |     |    |            |  |  |
| |  |                                                                      |      |     |    |            |  |  |
| |  |                                                                      |      |     |    |            |  |  |

## Baráž Světové skupiny
Čtyři týmy, které prohrály ve Světové skupině v 1. kole (Ukrajina, Francie, Německo a Srbsko) a 4 vítězné týmy ze Světové skupiny II (Slovensko, Belgie, Austrálie a Estonsko) se utkaly v baráži o Světovou skupinu.
| Baráž Světové skupiny 24. a 25. dubna | Baráž Světové skupiny 24. a 25. dubna | Baráž Světové skupiny 24. a 25. dubna | Baráž Světové skupiny 24. a 25. dubna | Baráž Světové skupiny 24. a 25. dubna |
| Místo konání                          | Povrch                                | Domácí                                | Výsledek                              | Hosté                                 |
| ------------------------------------- | ------------------------------------- | ------------------------------------- | ------------------------------------- | ------------------------------------- |
| Hasselt, Belgie                       | antuka (h)                            | Belgie (1)                            | 3–2                                   | Estonsko                              |
| Charkov, Ukrajina                     | antuka (h)                            | Austrálie                             | 5–0                                   | Ukrajina (2)                          |
| Frankfurt, Německo                    | antuka                                | Francie                               | 3–2                                   | Německo (3)                           |
| Bělehrad, Srbsko                      | antuka (h)                            | Slovensko                             | 3–2                                   | Srbsko (4)                            |

- Austrálie, Belgie a Slovensko postoupily do Světové skupiny pro rok 2011.
- Francie zůstala ve Světové skupině pro rok 2011.
- Estonsko zůstalo ve Světové skupině II pro rok 2011.
- Německo, Srbsko a Ukrajina sestoupily do Světové skupiny II pro rok 2011.

## Světová skupina II
| Světová skupina II – 6. a 7. února | Světová skupina II – 6. a 7. února | Světová skupina II – 6. a 7. února | Světová skupina II – 6. a 7. února | Světová skupina II – 6. a 7. února |
| Místo konání                       | Povrch                             | Domácí                             | Výsledek                           | Hosté                              |
| ---------------------------------- | ---------------------------------- | ---------------------------------- | ---------------------------------- | ---------------------------------- |
| Adelaide, Austrálie                | tvrdý                              | Austrálie                          | 3–2                                | Španělsko (1)                      |
| Bydgoszcz, Polsko                  | koberec (h)                        | Belgie (3)                         | 3–2                                | Polsko                             |
| Tallinn, Estonsko                  | tvrdý (h)                          | Estonsko                           | 4–1                                | Argentina (4)                      |
| Bratislava, Slovensko              | tvrdý (h)                          | Slovensko                          | 3–2                                | Čína (2)                           |

## Světová skupina II Baráž
Čtyři týmy, které prohrály ve Světové skupině II (Španělsko, Polsko, Argentina a Čína) hrály baráž proti týmům, které se kvalifikovaly z 1. skupin oblastních zón. Dva týmy se kvalifikovaly z evropsko-africké zóny (Švédsko a Slovinsko), jeden z asijsko-oceánské zóny (Japonsko) a jeden tým z americké zóny (Kanada).
| Baráž Světové skupiny II – 24. a 25. dubna | Baráž Světové skupiny II – 24. a 25. dubna | Baráž Světové skupiny II – 24. a 25. dubna | Baráž Světové skupiny II – 24. a 25. dubna | Baráž Světové skupiny II – 24. a 25. dubna |
| Místo konání                               | Povrch                                     | Domácí                                     | Výsledek                                   | Hosté                                      |
| ------------------------------------------ | ------------------------------------------ | ------------------------------------------ | ------------------------------------------ | ------------------------------------------ |
| Sopoty, Polsko                             | koberec (h)                                | Španělsko (1)                              | 4–1                                        | Polsko                                     |
| Helsingborg, Švédsko                       | tvrdý (h)                                  | Švédsko                                    | 3–2                                        | Čína (2)                                   |
| Montreal, Kanada                           | koberec (h)                                | Kanada                                     | 5–0                                        | Argentina (3)                              |
| Maribor, Slovinsko                         | antuka (h)                                 | Slovinsko                                  | 4–1                                        | Japonsko (4)                               |

- Švédsko, Slovinsko a Kanada postoupily do Světové skupiny II pro rok 2011.
- Španělsko zůstalo ve Světové skupině II pro rok 2011.
- Japonsko zůstalo v asijsko-oceánské zóně pro rok 2011.
- Polsko, Argentina a Čína sestoupily do oblastních zón pro rok 2011.

## Americká Zóna

### 1. skupina
- 1.  Kanada — postup do baráže Světové skupiny II
- 2.  Kolumbie
- 3.  Paraguay
- 4.  Brazílie
- 5.  Chile
- 5.  Bolívie
- 7.  Kuba — sestup do 2. skupiny pro rok 2011
- 7.  Portoriko — sestup do 2. skupiny pro rok 2011

### 2. skupina
- Mexiko — postup do 1. skupiny pro rok 2011
- Peru — postup do 1. skupiny pro rok 2011
- Bahamy
- Bermudy
- Dominikánská republika
- Ekvádor
- Guatemala
- Honduras
- Jamajka
- Kostarika
- Panama
- Trinidad a Tobago

## Zóna Asie a Oceánie

### 1. skupina
- 1.  Japonsko — postup do baráže Světové skupiny II
- 2.  Tchaj-wan
- 3.  Kazachstán
- 4.  Jižní Korea
- 5.  Nový Zéland
- 6.  Thajsko
- 7.  Uzbekistán
- 8.  Indonésie — sestup do 2. skupiny pro rok 2011

### 2. skupina
- 1.  Indie — postup do 1. skupiny pro rok 2011
- 2.  Kyrgyzstán
- 3.  Hongkong
- 4.  Malajsie
- 5.  Singapur
- 6.  Filipíny
- 7.  Sýrie

## Zóna Evropy a Afriky

### 1. skupina
- 1.  Švédsko a  Slovinsko — postup do baráže Světové skupiny II
- 3.  Rakousko a  Švýcarsko
- 5.  Nizozemsko a  Rumunsko
- 7.  Velká Británie a  Maďarsko
- 9.  Izrael a  Bělorusko
- 11.  Dánsko a  Chorvatsko
- 13.  Bulharsko a  Lotyšsko
- 15.  Portugalsko a  Bosna a Hercegovina — sestup do 2. skupiny pro rok 2011

### 2. skupina
- Arménie
- Finsko
- Gruzie
- Jihoafrická republika
- Lichtenštejnsko
- Lucembursko
- Norsko
- Řecko

### 3. skupina
- Maroko — postup do 2. skupiny pro rok 2011
- Turecko — postup do 2. skupiny pro rok 2011
- Alžírsko
- Egypt
- Irsko
- Malta
- Moldávie